# 蛭子神社 (徳島市)

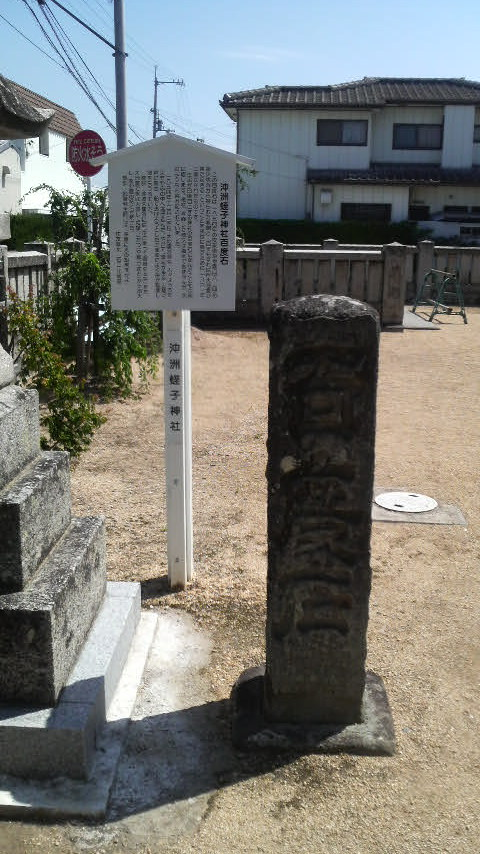
境内にある百度石

蛭子神社（えびすじんじゃ）は、徳島県徳島市にある神社である。境内にある「百度石」はとくしま市民遺産に選定されている。

## 歴史・概要
境内には文久元年（1861年）9月に建てられた百度石があり、これは嘉永6年（1854年）12月24日に起こった安政南海地震の様子が刻まれている。
平成15年（2003年）3月3日に北沖洲から現在の位置に移転した。

## 境内
百度石
- 安政南海地震の様子が刻まれている。文久元年（1861年）9月に建てられた。とくしま市民遺産に選定されている。

えびすさん
- えびすの像が建っており、平成15年（2003年）に建てられた。

## 祭神
- 事代主命

## 交通
- 徳島市営バスより沖洲・南海フェリー前行き「蛭子前」停留所下車徒歩約1分。